# Natação nos Jogos Pan-Americanos de 2019 - 100 m borboleta feminino
As competições dos 100 metros borboleta feminino da natação nos Jogos Pan-Americanos de 2019 foram realizadas em 7 de agosto no Centro Aquático Nacional, em Lima, no Peru. 

## Calendário
Horário local (UTC-5).
| Data        | Horário | Fase          |
| ----------- | ------- | ------------- |
| 7 de agosto | 11:30   | Eliminatórias |
| 7 de agosto | 20:58   | Final B       |
| 7 de agosto | 20:58   | Final A       |

## Medalhistas
| Ouro   | USA Kendyl Stewart |
| Prata  | CAN Danielle Hanus |
| Bronze | USA Sarah Gibson   |

## Recordes
Antes desta competição, os recordes mundiais e pan-americanos da prova eram os seguintes:
| Tipo                             | Atleta             | Tempo | Local          | Data                |
| -------------------------------- | ------------------ | ----- | -------------- | ------------------- |
|                                  | SWE Sarah Sjöström | 55s48 | Rio de Janeiro | 7 de agosto de 2016 |
| Recorde dos Jogos Pan-Americanos | USA Kelsi Worrell  | 57s24 | Toronto        | 16 de julho de 2015 |

## Resultados

### Eliminatórias
A eliminatória foi realizada em 7 de agosto. 
| Pos. | Bateria | Raia | Nadador                 | Nacionalidade      | Tempo   | Notas |
| ---- | ------- | ---- | ----------------------- | ------------------ | ------- | ----- |
| 1    | 3       | 4    | Kendyl Stewart          | USA Estados Unidos | 58.82   | QA    |
| 2    | 2       | 5    | Danielle Hanus          | CAN Canadá         | 58.94   | QA    |
| 3    | 2       | 4    | Sarah Gibson            | USA Estados Unidos | 59.16   | QA    |
| 4    | 3       | 5    | Haley Black             | CAN Canadá         | 59.30   | QA    |
| 5    | 1       | 4    | Daynara de Paula        | BRA Brasil         | 1:00.21 | QA    |
| 6    | 1       | 5    | Giovanna Diamante       | BRA Brasil         | 1:00.32 | QA    |
| 7    | 1       | 3    | Valentina Becerra       | COL Colômbia       | 1:00.64 | QA    |
| 8    | 2       | 3    | Jeserik Pinto           | VEN Venezuela      | 1:00.87 | QA    |
| 9    | 3       | 3    | Isabella Paez           | VEN Venezuela      | 1:01.44 | QB    |
| 10   | 1       | 6    | Karen Torrez            | BOL Bolívia        | 1:01.73 | QB    |
| 11   | 3       | 6    | Diana Luna Sánchez      | MEX México         | 1:02.05 | QB    |
| 12   | 2       | 6    | Athena Kovacs           | MEX México         | 1:02.31 | QB    |
| 13   | 3       | 7    | Celismar Guzman         | PUR Porto Rico     | 1:02.58 | QB    |
| 14   | 3       | 2    | Anicka Delgado          | ECU Equador        | 1:02.69 | QB    |
| 15   | 1       | 2    | Maria Muñoz Machuca     | PER Peru           | 1:02.92 | QB    |
| 16   | 2       | 7    | Silvana Cabrera Cornejo | PER Peru           | 1:03.30 | QB    |
| 17   | 2       | 2    | Julimar Avila           | HON Honduras       | 1:03.35 |       |
| 18   | 2       | 1    | Maria Schutzmeier       | NCA Nicarágua      | 1:03.99 |       |
| 19   | 3       | 1    | Emily MacDonald         | JAM Jamaica        | 1:04.74 |       |
| 20   | 1       | 7    | Lorena González Mendoza | CUB Cuba           | 1:05.58 |       |
| 21   | 1       | 1    | Madelyn Moore           | BER Bermudas       | 1:06.15 |       |

### Final B
A final B foi realizada em 7 de agosto. 
| Pos. | Raia | Nadador                 | Nacionalidade  | Tempo   | Notas            |
| ---- | ---- | ----------------------- | -------------- | ------- | ---------------- |
| 9    | 7    | Anicka Delgado          | ECU Equador    | 1:01.27 | Recorde nacional |
| 10   | 6    | Athena Kovacs           | MEX México     | 1:01.61 |                  |
| 11   | 5    | Karen Torrez            | BOL Bolívia    | 1:01.80 |                  |
| 12   | 4    | Isabella Paez           | VEN Venezuela  | 1:01.85 |                  |
| 13   | 3    | Diana Luna Sánchez      | MEX México     | 1:01.96 |                  |
| 14   | 2    | Celismar Guzman         | PUR Porto Rico | 1:02.78 |                  |
| 15   | 1    | Maria Muñoz Machuca     | PER Peru       | 1:02.88 |                  |
| 16   | 8    | Silvana Cabrera Cornejo | PER Peru       | 1:03.79 |                  |

### Final A
A final A foi realizada em 7 de agosto. 
| Pos.              | Raia | Nadador           | Nacionalidade      | Tempo   | Notas |
| ----------------- | ---- | ----------------- | ------------------ | ------- | ----- |
| Medalha de ouro   | 4    | Kendyl Stewart    | USA Estados Unidos | 58.49   |       |
| Medalha de prata  | 3    | Danielle Hanus    | CAN Canadá         | 58.93   |       |
| Medalha de bronze | 5    | Sarah Gibson      | USA Estados Unidos | 59.11   |       |
| 4                 | 7    | Giovanna Diamante | BRA Brasil         | 59.31   |       |
| 5                 | 6    | Haley Black       | CAN Canadá         | 59.32   |       |
| 6                 | 2    | Daynara de Paula  | BRA Brasil         | 1:00.41 |       |
| 7                 | 8    | Jeserik Pinto     | VEN Venezuela      | 1:00.64 |       |
| 8                 | 1    | Valentina Becerra | COL Colômbia       | 1:01.10 |       |

Legenda
| Recorde mundial                  | Recorde mundial (World record)               |                       | Recorde africano                      | Recorde africano (African) |                                           | Q | Classificado por posição (Qualified) |
| Recorde dos Jogos Pan-Americanos | Recorde pan-americano (Pan-American record)  | Recorde da América    | Recorde da América (Americas)         | q                          | Classificado por melhor tempo (Qualified) |   |                                      |
| Melhor marca do ano              | Melhor marca do ano (World leading)          | Recorde asiático      | Recorde asiático (Asian)              | DNS                        | Não largou (Did not start)                |   |                                      |
| Recorde nacional                 | Recorde nacional (National record)           | Recorde europeu       | Recorde europeu (European)            | DNF                        | Não terminou (Did not finish)             |   |                                      |
| Recorde pessoal                  | Recorde pessoal do atleta (Personal best)    | Recorde da Oceania    | Recorde da Oceania (Oceania)          | DSQ / DQ                   | Desclassificado (Disqualified)            |   |                                      |
| Recorde da temporada             | Recorde da temporada do atleta (Season best) | Recorde sul-americano | Recorde sul-americano (South America) | NM                         | Sem marca (No mark)                       |   |                                      |